# Chiesa di Santa Maria Maddalena (Tuoro sul Trasimeno)
La chiesa di Santa Maria Maddalena è la parrocchiale di Tuoro sul Trasimeno, in provincia di Perugia e arcidiocesi di Perugia-Città della Pieve; fa parte della zona pastorale Trasimeno Est.

## Storia
Verso la fine del XIV secolo, in seguito alla distruzione dell'antica chiesa di Sant'Anna, ne venne edificata una nuova intitolata a Maria Maddalena, che assunse quindi il titolo di parrocchiale, come attestato in un documento del 1475.
Il 22 ottobre 1491 le venne concesso dal vicario del vescovo di Perugia il fonte battesimale, del quale fu dotata però appena nel 1565; in questo modo la chiesa toreggiana si affrancò da quella di Pieve Confini.
Grazie a un atto redatto dall'allora parroco don Ercolano Stella nel 1618 si conosce che i fedeli ammontavano a 556; in breve tempo però la popolazione aumentò notevolmente e si dovette pertanto ampliare la chiesa. Il lavoro venne condotto in due fasi, l'una portata a compimento nel 1789 e l'altra nel 1803.
L'edificio, dopo i lavori d'ingrandimento, era in grado di ospitare sino a 800 persone ed era dotato di cinque altari, come s'apprende da una relazione redatta il 20 febbraio 1819 dal pievano Don Felice Bazzani.
Nel 1857 fu eretto il campanile; la nuova parrocchiale venne invece edificata dal capomastro Isidoro Giustiniani tra il 1885 e il 1898 per volere di don Cristofano Cerboni e su disegno di Giovanni Santini.
Negli anni trenta furono eseguiti ulteriori lavori di rimaneggiamento, in occasione dei quali venne portata a termine la facciata; nel 1949 si decorò l'abside e nel 1964 fu restaurata l'intera chiesa.

## Descrizione

### Esterno
La facciata a salienti, in pietra, è tripartita con un corpo centrale più avanzato scandito da due lesene angolari che reggono il frontone triangolare con lo stemma di Tuoro e il cartiglio con la scritta "COMUNITAS VILLAE TUORI".  Il portale maggiore proviene dalla soppressa chiesa di San Fiorenzo a Perugia è architravato e con un piccolo frontone. Il corpo centrale è arricchito dal rosone rifinito in pietra conciata. I due corpi laterali e simmetrici ripetono i motivi di quello centrale, con i due ingressi secondari sormontati da frontoni triangolari e da piccoli rosoni simili a quello maggiore nel corpo centrale.

### Interno
L'interno dell'edificio si compone di tre navate; le laterali sono costituite da cappelle comunicanti tra di loro mentre al termine della centrale si sviluppa il presbiterio, sopraelevato di due gradini e chiuso dall'abside semicircolare coperta dalla calotta sferica.
Qui sono conservate diverse opere di pregio, tra le quali l'affresco raffigurante la Lavanda dei piedi, eseguito da Gerardo Dottori e Adelmo Maribelli nel 1949, la rappresentazione della Madonna con Bambino in trono tra le nuvole contornata da angeli e sotto i santi Francesco e Antonio di Padova, il tabernacolo decorato con una Cena in Emmaus (o un'Ultima Cena semplificata) dello scultore perugino Giovanni Dragoni ai lati del quale sono collocate due statue raffiguranti angeli sempre del Dragoni, e le statue del Cristo Redentore, di Santa Maria Goretti, di Padre Pio, di Sant'Antonio da Padova, di Sant'Antonio abate, di Santa Maria Maddalena, di Santa Rita e di San Luigi. Sotto l'affresco del catino absidale si aprono tre piccole finestre contenenti vetrate di don Nello Palloni raffiguranti la Luce del mattino, la Luce di mezzogiorno e la Luce della sera.
A pavimento nell'ambulacro alla sinistra del presbiterio, si trova l'organo a canne Morettini, costruito nel 1909; a trasmissione meccanica, dispone di 7 registri su unico manuale e pedaliera; esso è interamente racchiuso entro cassa lignea dipinta, con mostra a bifora.